# Marmota marmota
Marmota marmota là một loài động vật có vú trong họ Sóc, bộ Gặm nhấm. Loài này được Linnaeus mô tả năm 1758. Đây là một trong 3 loài sóc lớn nhất vả một trong 2 loài sóc nặng nhất. Tổng chiều dài kể cả đuôi là 55–70 cm, nặng từ 5.5–8 kg.
Macmot Alps được tìm thấy ở các khu vực miền núi của miền trung và miền nam châu Âu. Loài macmot Alps sinh sống ở độ cao từ 800 đến 3.200 mét trong dãy núi Alps, Carpathians, Tatras, Pyrenees và Bắc Apennines ở Ý. Họ đã được giới thiệu lại với thành công trong Pyrenees vào năm 1948, nơi mà các loại sóc núi cao đã biến mất vào cuối kỷ Pleistocene. Chúng là loài có khả năng đào hang tuyệt vời, có khả năng thâm nhập vào đất mà ngay cả một cái cuốc sẽ có khó khăn, và ngủ đông đến 9 tháng mỗi năm.

## Mô tả
Con trưởng thành có chiều cao đến vai lên đến 18 cm. Chúng có chiều dài thân đến từ 42 đến 54 cm, không bao gồm đuôi, dài từ 13 đến 16 cm mức trung bình. Khối lượng cơ thể nhẹ hơn đáng kể vào mùa xuân, khi chúng nặng 2,8-3,3 kg (6,2-7,3 lb), so với mùa thu, khi chúng cân nặng 5,5–8 kg (12-18 lb). Loài này đôi khi được xem là loài macmot lớn nhất, mặc dù macmot hoa râm liên quan chặt chẽ là đôi khi nặng hơn. Màu bộ lông là một hỗn hợp của cô gái tóc vàng, đỏ và bộ lông màu xám đen. Trong khi hầu hết các ngón tay của chúng có móng vuốt, ngón tay của nó có móng tay.

## Phạm vi và sinh thái
Như tên gọi của nó cho thấy, macmot Alps phân bố trên khắp dãy Alps châu Âu, khác nhau, qua các khu vực núi cao của Pháp, Ý, Thụy Sĩ, Đức, Slovenia và Áo. Họ cũng đã được du nhập ở nơi khác với các tiểu quần thể ở Pyrenees, Pháp Massif Central, Jura, Vosges, Rừng Đen, appennini, Tatras Cao, và Carpathians Rumani. Macmot Als rất dồi dào trong dân số cốt lõi của chúng; trong Carpathians Rumani, ví dụ, dân số ước tính khoảng 1.500 cá thể. Macmot Alps thích đồng cỏ núi cao và đồng cỏ ở độ cao lớn, nơi các quần thể sinh sống trong các hệ thống hang sâu nằm trong khu vực đất hay đá bồi.
Chúng có thể được nhìn thấy "tắm nắng", nhưng thực tế điều này thường là trên một tảng đá phẳng và nó được tin rằng chúng đang thực sự làm mát và có thể đây là một chiến lược để đối phó với các ký sinh trùng. Chúng nhạy cảm vơi thay đổi nhiệt độ và sự gia tăng nhiệt độ có thể gây ra mất môi trường sống cho loài như một toàn thể.

## Chế độ ăn
Loài này ăn thực vật như cỏ và thảo mộc, cũng như ngũ cốc, côn trùng, nhện và sâu. Họ thích cây non và dịu dàng hơn bất kỳ loại khác, và giữ thực phẩm trong forepaws của họ trong khi ăn. Chúng chủ yếu chui ra khỏi hang để ăn vào buổi sáng và buổi chiều, do chúng không phù hợp với nhiệt độ, có thể dẫn đến việc chúng không ăn ở tất cả vào những ngày rất ấm áp. Khi thời tiết phù hợp, chúng sẽ tiêu thụ một lượng lớn thức ăn để tạo ra một lớp mỡ trên cơ thể của chúng, cho phép chúng sống sót kỳ ngủ đông dài.

## Hình ảnh

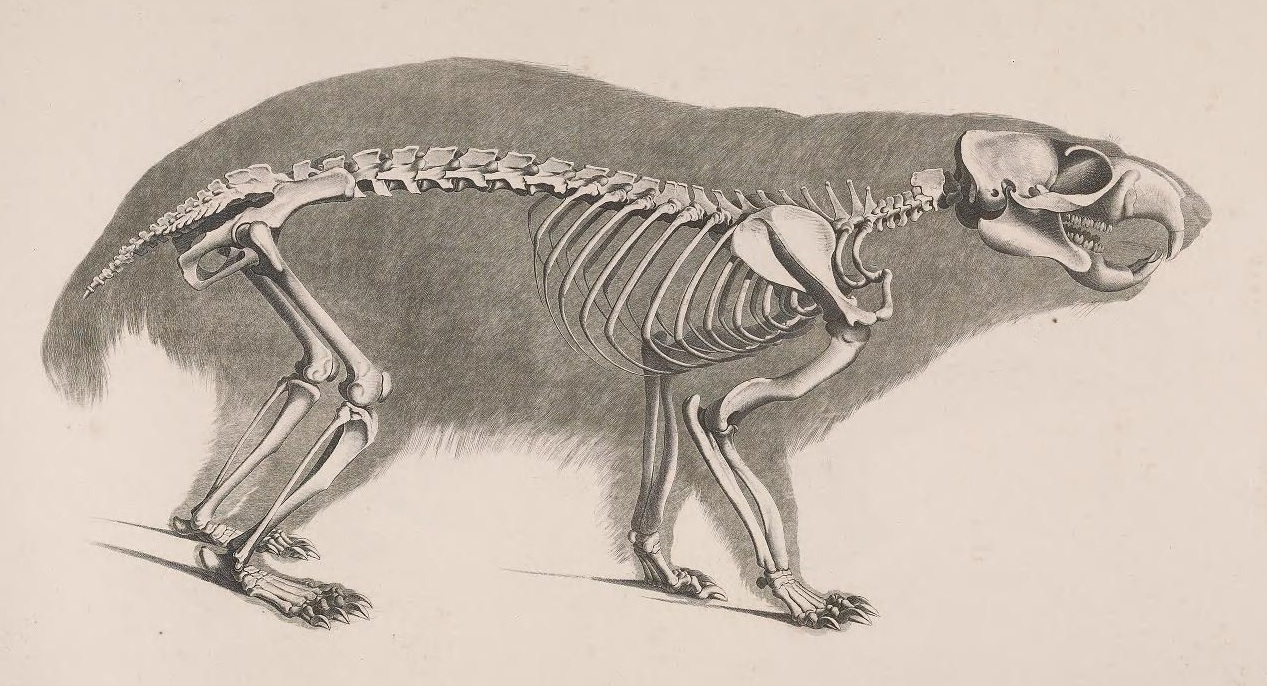
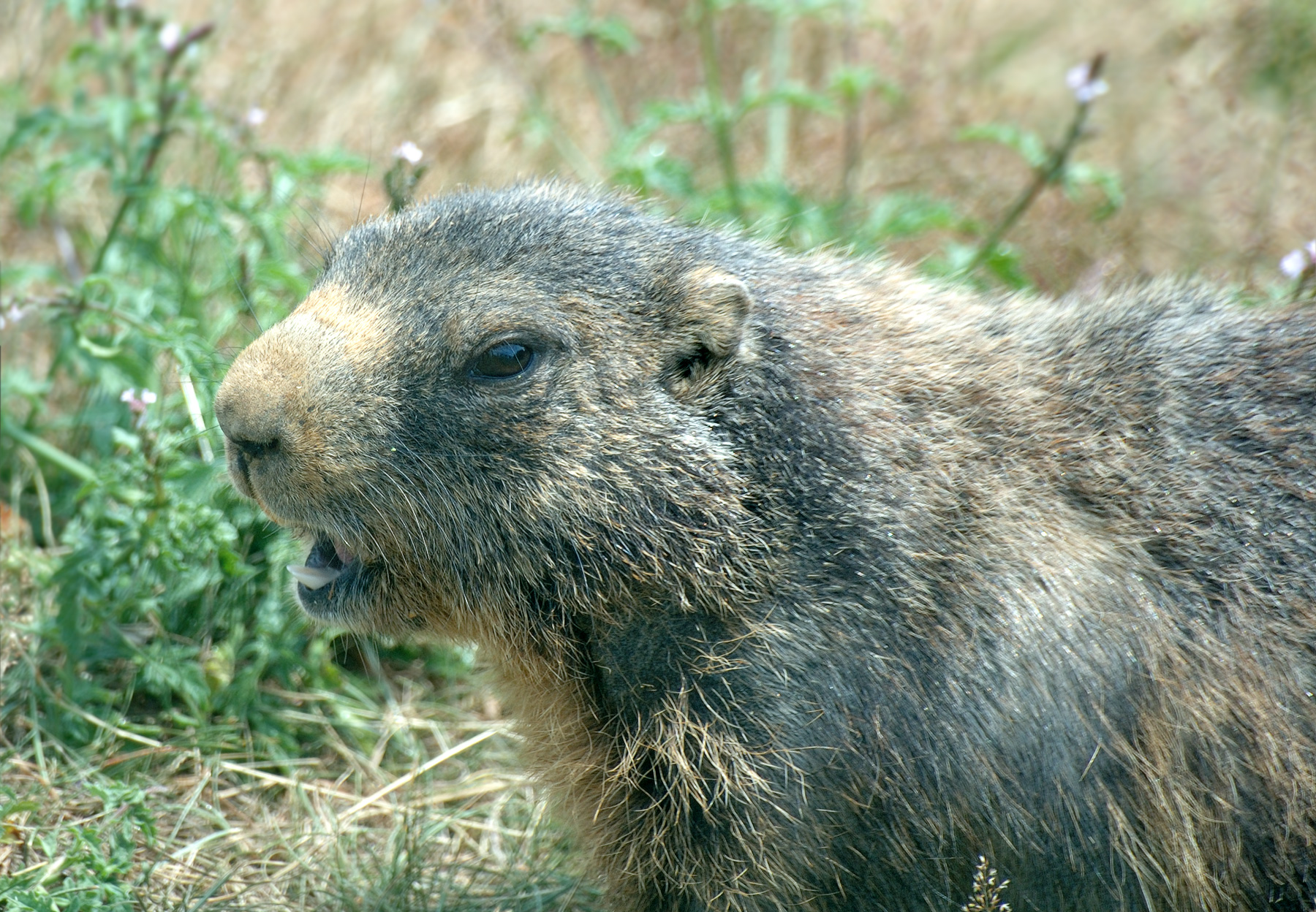
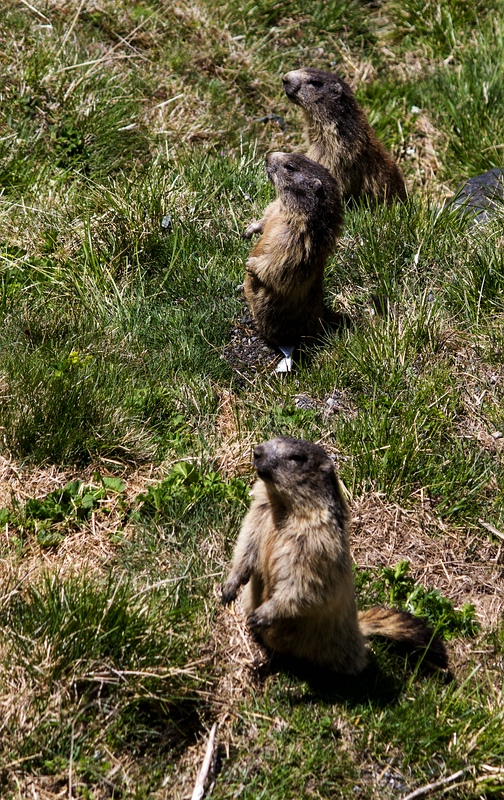
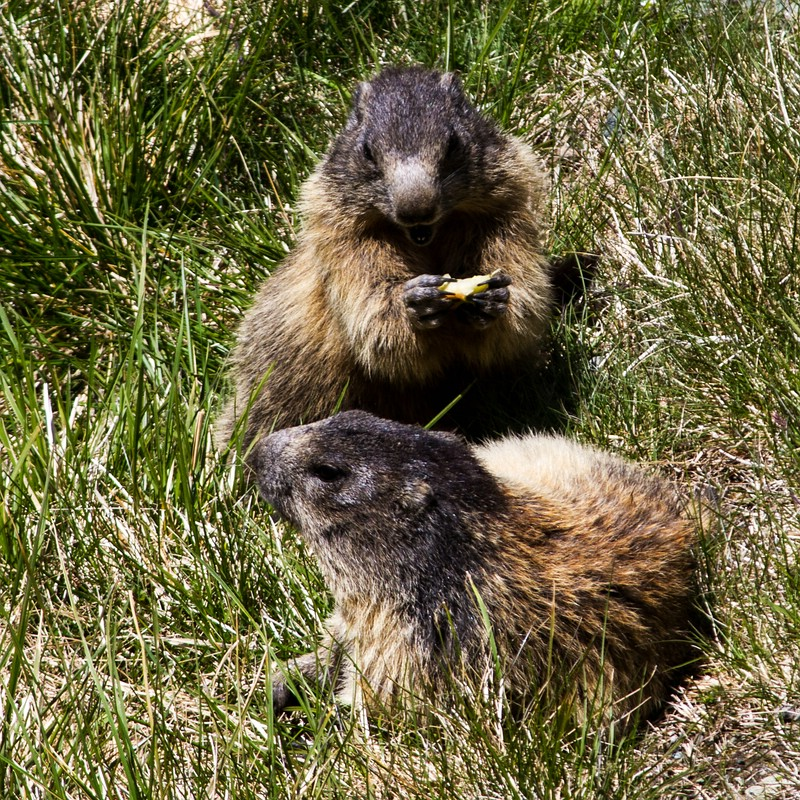